# Gahambars
Los gahambars, festivales estacionales que significan "estación adecuada", tienen lugar seis veces al año. Debido a las particularidades de las variantes Shahenshahi y Kadmi del calendario zoroástrico, en realidad se celebran con varios meses de anticipación. Por lo tanto, se considera que estos festivales reflejan las seis "creaciones primordiales" de Ahura Mazda, también conocidas como Amesha Spentas. Cada uno de estos festivales tiene una duración de cinco días. Los seis festivales son:
- Maidyozarem Gahambar (fiesta de mediados de primavera), del 30 de abril al 4 de mayo
- Maidyoshahem Gahambar (fiesta de mediados de verano), del 29 de junio al 3 de julio
- Paitishahem Gahambar (fiesta de 'recoger la cosecha'), del 12 al 16 de septiembre
- Ayathrem Gahambar ('traer los rebaños a casa'), del 12 al 16 de octubre
- Maidyarem Gahambar ('mitad de año'/fiesta de invierno), del 31 de diciembre al 4 de enero
- Hamaspathmaidyem Gahambar (fiesta de "todas las almas", literalmente "venida de todo el grupo"), del 16 al 20 de marzo